# Family Circle Cup 2010
Il  Family Circle Cup 2010 è stato un torneo femminile di tennis giocato sulla terra verde. È stata la 38ª edizione del torneo che fa parte della categoria Premier nell'ambito del WTA Tour 2010. 
Si è giocato nel Family Circle Tennis Center di Charleston negli Stati Uniti dal 12 al 18 aprile 2010.

## Partecipanti

### Teste di serie
| Giocatrice         | Nazionalità | Ranking* | Testa di serie |
| ------------------ | ----------- | -------- | -------------- |
| Caroline Wozniacki | Danimarca   | 2        | 1              |
| Jelena Janković    | Serbia      | 7        | 2              |
| Viktoryja Azaranka | Bielorussia | 9        | 3              |
| Samantha Stosur    | Australia   | 11       | 4              |
| Marion Bartoli     | Francia     | 12       | 5              |
| Nadia Petrova      | Russia      | 18       | 6              |
| Vera Zvonarëva     | Russia      | 22       | 7              |
| Daniela Hantuchová | Slovacchia  | 24       | 8              |
| Al'ona Bondarenko  | Ucraina     | 25       | 9              |
| Elena Vesnina      | Russia      | 33       | 10             |
| Virginie Razzano   | Francia     | 34       | 11             |
| Aleksandra Wozniak | Canada      | 39       | 12             |
| Melanie Oudin      | Stati Uniti | 41       | 13             |
| Vera Duševina      | Russia      | 46       | 14             |
| Melinda Czink      | Ungheria    | 47       | 15             |
| Patty Schnyder     | Svizzera    | 49       | 16             |

- Ranking al 5 aprile 2010.

### Altre partecipanti
Giocatrici che hanno ricevuto una Wild card:
- Mallory Cecil
- Carly Gullickson
- Alison Riske

Giocatrici passate dalle qualificazioni:
- Monique Adamczak (Lucky Loser)
- Catalina Castaño
- Sophie Ferguson
- Ekaterina Ivanova
- Christina McHale
- Chanelle Scheepers
- Anna Tatišvili
- Mashona Washington
- Heather Watson

### Giocatrici assenti
- Kateryna Bondarenko
- Dominika Cibulková
- Alisa Klejbanova
- Sabine Lisicki
- Marija Šarapova
- Serena Williams

## Campionesse

### Singolare
Samantha Stosur ha battuto in finale  Vera Zvonarëva con il punteggio di 6–0, 6–3
- È stato il primo titolo dell'anno per Samantha Stosur il secondo della carriera.

### Doppio
Liezel Huber /  Nadia Petrova hanno battuto in finale  Vania King /  Michaëlla Krajicek con il punteggio di 6–3, 6–4